# Somriures d'una nit d'estiu
Somriures d'una nit d'estiu (títol original en suec Sommarnattens leende) és una pel·lícula sueca d'Ingmar Bergman, estrenada el 1955 i doblada al català.

## Argument
Seductor quadragenari, l'advocat Frederik Egerman s'ha casat en segones núpcies amb Anne, que té l'edat del seu fill Henrik, estudiant de teologia. Esposa insatisfeta, Anne té per a confident i còmplice Petra, la serventa, els encants de la qual no deixen Henrik indiferent…
Fredrik Egerman s'assabenta que la seva antiga mestra, la cèlebre actriu Désirée Armfeldt, ve a viure a la seva ciutat. Frederik no es pot impedir de tornar a veure Désirée. Però l'arribada sobtada del seu rival Malcolm transforma la cita en vodevil humiliant per a l'advocat que ha de fugir en calçotets.
Désirée decideix reconquerir el seu antic amant del qual té un fill. Amb la complicitat de la seva vella mare amoral, Désirée organitza un ressopó afrodisíac on són convidats els Egerman i els Malcolm.
En el transcurs d'una boja nit en què les parelles es desfan i es reformen, l'atzar posa Anne al llit d'Henrik, Malcolm reprèn amb la seva dona Charlotte, Egerman troba consol i amor prop de Désirée. En aixecar-se el sol, Petra la serventa i Frid, el cotxer, lliures de tots els prejudicis, proclamen la seva alegria de viure hedonista sortint d'una bala de palla.

## A propòsit del títol
"Sommarnattens leende" significa en realitat "Els somriures de la nit d'estiu" i no Somriures d'una nit d'estiu, com ha estat traduït en la majoria de les llengües europees (anglès, francès, espanyol, etc.). És el crític anglès de cinema, Robin Wood, qui primer va destacar que "Somriures d'una nit d'estiu" donava al títol aquest costat lleuger ("oh-la-là", deia Robin Wood en anglès), que no es correspon al sentit contingut en el títol suec. "Sommarnattens leende" correspon en realitat als somriures que la meravellosa nit d'estiu nòrdic presenta al llarg del seu interminable crepuscle. Noció difícil d'agafar per a aquell que mai no ha estat a Suècia, Noruega, Finlàndia, Islàndia o al nord de Dinamarca.
El personatge interpretat per Åke Fridell (Frid, el cotxer) fa la cort a Harriet Andersson (Petra, la criada) en diferents moments de la pel·lícula. Quan es troben als boscos o en els camps, li ensenya aquesta llum crepuscular que compara a un somriure. La pel·lícula és en blanc i negre, però tot amant del nord sap que aquesta llum subtilment vermella pot ser comparat a llavis que presenten una forma diferent segons l'hora de la nit.

## Repartiment
- Ulla Jacobsson: Anne Egerman
- Eva Dahlbeck: Desiree Armfeldt
- Harriet Andersson: Petra, la minyona
- Margit Carlquist: Comtessa Charlotte Malcolm
- Gunnar Björnstrand: Fredrik Egerman
- Jarl Kulle: Comte Carl Magnus Malcolm
- Åke Fridell: Frid
- Björn Bjelvenstam: Henrik Egerman
- Naima Wifstrand: Sra. Armfeldt
- Jullan Kindahl: Beata, la cuinera
- Gull Natorp: Malla
- Birgitta Valberg: una actriu
- Bibi Andersson: una actriu

## Premis
- Festival de Cannes 1956
  - Premi de l'humor poètic[4]
  - Nominació a la Palma d'Or
- BAFTA 1957: 
  - Nominació al BAFTA a la millor pel·lícula
  - Nominació al BAFTA a la millor actriu estrangera per a Eva Dahlbeck
  - Nominació al BAFTA al millor actor estranger per a Gunnar Björnstrand

## Al voltant de la pel·lícula
La pel·lícula ha estat adaptada en comèdia musical el 1973, després en pel·lícula i telefilm musical sota el títol A Little Night Music. Es va rodar al castell de Jordberga a Escània i al Filmstaden de Svensk Filmindustri a Råsunda, Estocolm.